# Капітан Флінт
Капітан Джон Флінт (англ. Captain J. Flint) — вигаданий капітан піратського корабля «Walrus» з роману «Острів скарбів» шотландського автора Роберта Льюїса Стівенсона.

## Флінт в романі Стівенсона
Хоча Флінт не є безпосереднім персонажем роману, епізодичні відомості про нього періодично «спливають» по ходу розповіді, в основному — у спогадах Джона Сільвера та інших піратів. Флінт довгий час успішно займався піратством.
За словами Сільвера, корабель Флінта «Морж» був «…наскрізь просякнутий кров'ю, а золота на ньому було стільки, що він мало не пішов на дно». За час свого піратського промислу, Флінт створив собі вельми зловісну славу, достатню для того, щоб одне згадування його імені приводило людей у жах. Єдиною людиною, якого боявся сам Флінт, був його квартирмейстер Джон Сільвер (за словами самого Сільвера), який пізніше дійсно, як би в насмішку, назвав свого папугу «Капітаном Флінтом». Хоча сам Флінт, за спогадами піратів, страждав сильною пристрастю до рому (особливо наприкінці життя), на його кораблі, за спогадами Сільвера, підтримувалася залізна дисципліна.
За сюжетом роману, свої величезні скарби Флінт заховав на острові у Вест-Індії (сам острів є вигаданим). Закопувати ці скарби йому допомагали шестеро членів команди «Моржа», яких Флінт вбив після того, як скарб був захований. Труп моряка на ім'я Аллардайс він залишив в якості своєрідної вказівної стрілки (компаса) — з витягнутими руками, що вказують на місце, де були заховані скарби. Місцезнаходження захованих скарбів було відзначено Флінтом на карті, яка згодом потрапила в руки штурмана «Моржа» Біллі Бонса, а після того, як Бонс помер від апоплексичного удару — до юного Джима Гокінса.
Флінт помер за деякий час до початку дії «Острова скарбів», на заїжджому дворі в Саванні (штат Джорджія). Перед смертю Флінт співав пісню «П'ятнадцятеро аж на скриню мерця, Йо-хо-хо, і пляшка рому!». Передсмертними словами Флінта були «Дарбі МакГроу! Дарбі МакГроу! Дарбі, подай мені рому.»
Хоча Флінт лише згадується в романі «Острів скарбів», він кілька разів був показаний в його екранізації.

## Прототип
Образ Флінта, можливо, був заснований на біографії реальної людини. Згідно з П'єром Мак-Орланом, Флінта згадує англійський письменник М. Чарлз Вайтгед у книзі «Життя й подвиги розбійників, піратів та грабіжників усіх націй». Мак-Орлан пише про це у своїй передмові до французького перекладу книги «Загальна історія грабежів і вбивств, учинених найвідомішими піратами» капітана Чарльза Джонсона в 1921 році.
Безперечно, свою роль у формуванні образу капітана Флінта зіграв і один з найбільш харизматичних піратів свого часу Едвард Тіч — «Чорна Борода». У романі навіть є навмисне протиставлення («Чорна Борода перед Флінтом — немовля»), вкладене, втім, в уста балакучого сквайра Трелоні, так і час дії роману (перша половина XVIII століття) приблизно збігається з періодом «піратської кар'єри» Тіча. Між біографіями Тіча і Флінта також є ряд паралелей. Зокрема, місце смерті Флінта від білої гарячки — Саванна — знаходиться дуже близько від місця загибелі Тіча в морській битві, а реальний Ізраель Гендс, один з негативних героїв «Острова скарбів», був старшим помічником на кораблі Едварда Тіча.

## Ремінісценції
Особа «Капітана Флінта» часто згадується як образ архетипічного пірата:
- У романі «Пітер Пен» шотландського письменника Джеймса Баррі: «…от Білл Джукс, кожен дюйм його тіла вкритий татуюваннями, той самий Білл Джукс, який на "Walrus“ отримав шість дюжин від Флінта, перед тим, як віддав мішок з монетами…»
- Рональд Фредерік Дельдерфілд у своєму романі «Пригоди Бена Ганна» дає опис Флінта докладніше, ніж Стівенсон. Прочитавши цей роман, можна дізнатися характер цього персонажа, його історію життя, а також, звідки з'явився «Walrus». Також там описується набіг на Санталену — одне з містечок Південної Америки, звідки вивозили багатства «Срібні каравани». Після пограбування Санталени стає зрозумілим, звідки взялися скарби і як вони опинилися на острові Кідда.
- У фільмі «Пірат» («The Buccaneer», 1958) (з Юлом Бріннером), події якого розгорталися під час війни 1812 року, був присутній персонаж, названий капітаном Флінтом (у виконанні Пола Ньюмана).
- У повісті Стівена Робертса «Піастри, піастри!!!» Флінт змальований як похмурий і непередбачуваний пірат, схожий на берсерка, метою життя якого є кривава битва і пошук пригод.
- В науково-фантастичному анімаційному художньому фільмі «Планета скарбів».
- У відомій бардівської пісні 30-х років «Бригантина».
- У квазі-історичному серіалі «Чорні вітрила» (США-ПАР, 2014—2016) роль капітана Флінта зіграв Тобі Стівенс. Згідно з сюжетом, чоловік, який став Флінтом, раніше був англійським морським офіцером Джеймсом МакГроу, вельми амбітним в силу свого низького походження, що привернуло увагу не менш амбітного дворянина Томаса Гамільтона, одержимого бажанням повернути Нассау в лоно англійської корони. Невідомо, що сталося з Гамільтоном, але відомо, що його дружина Міранда стала фактичною дружиною МакГроу і живе в Нассау, а сам МакГроу назвався Джеймсом Флінтом і став напівлегендарним піратським капітаном корабля «Walrus». У пілотній серії серіалу Флінт знайомиться з Джоном Сільвером і намагається забрати в нього сторінку з суднового журналу потопленого корабля, де Сільвер служив матросом (команді «Walrus» він представився коком). На сторінці знаходиться запис про маршрут іспанського галеона Urca de Lima, на якому і знаходиться золото й срібло, що пізніше було закопане на Острові Скарбів. В середині другого сезону, а саме в п'ятій серії, з'ясувалося, що Джеймс МакГроу вступав в любовний зв'язок з Томасом Гамільтоном. Батько Томаса Альфред Гамільтон використовував цю інформацію, щоб ув'язнити сина в психіатричній лікарні, коли його політичні погляди стали занадто небезпечними для їх сім'ї. Джеймс і Міранда були вигнані з Англії під страхом смерті.
- У грі Borderlands 2 представлений другий бос (зі спец-заставкою), який є командиром бандитів у Південному Шельфі і за сумісництвом капітаном судна-фортеці, на ім'я «Капітан Флінт».